# Brawn BGP 001
A Brawn GP 001 egy Formula–1-es versenyautó, mellyel a Brawn konstruktőr versenyzett a 2009-es Formula–1 világbajnokság során. Pilótái Jenson Button és Rubens Barrichello voltak. Ez volt a csapat első és egyetlen autója, miután a Honda [Formula–1-ből történő kiszállását követően vették át a csapatot, és a szezon végén el is adták azt a Mercedesnek.
Az autó és a csapat is történelmet írt a [Formula–1-ben, ugyanis újonc csapatként azonnal kettős győzelmet arattak, Button a szezon első hét versenyéből hatot megnyert, majd mind ő, mind a csapat világbajnoki címet szereztek. Mindez egy különleges technikai újításnak, a dupla diffúzornak is volt köszönhető, melynek szabályosságát bár többen is vitatták, az FIA legálisnak nyilvánított.

## A 2009-es szezon

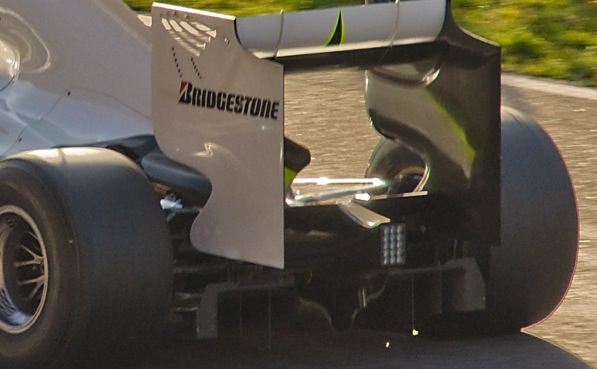
A diffúzor a Brawn GP autóján

A Honda Racing már 2008-ban, viszonylag korán megkezdte az új szabályoknak megfelelő 2009-es autó építését. Azonban 2008 decemberében váratlanul bejelentették, hogy azonnali hatállyal kiszállnak a [Formula–1-ből. Az új autó fejlesztése mindazonáltal nem állt le, ugyanis reménykedtek abban, hogy egy új befektető majd átveszi a csapatot. A vásárló nem más volt, mint a Honda 2008-as csapatfőnöke, Ross Brawn, aki a saját nevére vette azt, és újradizájnolta. A kasztnit Loïc Bigois tervezte, akinek később át kellett azt dolgoznia, amikor kiderült, hogy Mercedes-motorokra vált a csapat. Ez körülbelül 15 centivel rövidebb kasztnit eredményezett, mely hatással volt az autó tömegközéppontjára, de már nem volt lehetőség arra, hogy teljesen új autót építsen a csapat. Brawn elmondta, hogy alapvető problémák voltak az autóval, például túl nehéz volt, és egyes alkatrészek nem is voltak jók hozzá.
Mégis volt egy fontos technikai újítása, jelesül a dupla diffúzor. Ez az elem az autók hátulján található, és azt a célt szolgálja, hogy leszorítóerőt generáljon a légáramlatok segítségével. A Brawn csapat (és még két másik abban az idényben) dupla kivitelezésűt épített, melynek az volt a trükkje, hogy hátul volt egy lyuk, ami felgyorsította a levegő áramlását, és ezzel jócskán megnövelte a leszorítóerőt. Egyes csapatok ennek a lyuknak a szabálytalansága mellett érveltek.
A szezonnyitó ausztrál nagydíj után a Renault, a Red Bull és a Ferrari csapatok óvást jelentettek be a Williams FW31, a Toyota TF109, és a Brawn BGP 001 diffúzoraival szemben. A versenybírák azonban nem találtak semmi kivetnivalót, és engedélyezték a csapatok részvételét a nagydíjon. Malajziában a BMW Sauber próbálkozott hasonlóval, ugyancsak sikertelenül.
Az ügy nem maradt ennyiben, mert a Renault, a Red Bull és a Ferrari továbbvitték az ügyet, egyenesen az FIA fellebbviteli fórumára, amely 2009. április 13-án tárgyalta azt. Azt szerették volna elérni a technika szabálytalanságának kimondatása mellett, hogy utólag zárják ki az azt használó csapatokat, így Button két győzelme is nullázódott volna. A fellebbezést azonban elutasították, és ismét szabályosnak minősítették a dupla diffúzort.
A 2009-es autóknak keskenyebb és magasabb hátsó szárnyaik lettek szélesebb és alacsonyabban fekvő első szárnyak mellett, ami az előzések elősegítésére szolgált. A slick gumikat is újra bevezették, melyek segítségével a tapadás átlagosan 20 százalékkal nőtt.

## Motor és váltó
A BGP 001-es a Mercedes FO108W motorját használta, partnercsapati megállapodás keretében. A 2009-es szabályok értelmében ez egy 2,4 literes, V8-as szívómotor volt. A kiválasztásnál szempont volt, hogy a Honda-motor kényszerű elhagyása mellett melyik erőforrás volt a legkönnyebben beilleszthető a kasztniba, az opcióként számításba jöhető Ferrari-motor e téren kevésbé volt alkalmas. Simon Cole mérnök szerint ráadásul a Ferrari jobban bele akart volna szólni a motorok teljesítményébe, ugyanis azt nem hagyhatták volna, hogy egy motorpartnerük legyőzze őket.
Nick Fry igazgató szerint a Mercedes motorjai kulcsfontosságúak voltak a világbajnoki cím megszerzésében, ugyanis Honda-erőforrással biztosan nem tudták volna ugyanazt a teljesítményt kihozni belőle.
A Mercedes másik partnerével, a Force India csapattal ellentétben, mely a motorok mellett a váltókat is külön szerezte be (McLaren), a Brawn saját váltót épített. E téren kompromisszumokat kellett kötni a motorváltást követően, mert az elhelyezése a kasztnin belül már kevéssé volt ideális. A plusz tömeg és elfoglalt hely miatt a Brawn nem is épített be kinetikus energia-visszanyelő rendszert (KERS), hiába jelentett volna körönként akár plusz 80 lóerőt.
Az új szabályok értelmében a szezon során autónként maximum nyolc motor volt használható. A Brawn e tekintetben is történelmet írt, ugyanis előtte még sosem fordult elő, hogy ugyanaz a motor sorozatban három nagydíjat is megnyerjen.

## Legyártott darabok
A korlátozott költségvetés és fejlesztési idő miatt mindössze három kasztni készült, miközben a nagyobb csapatok, mint a McLaren, nyolcat is készítettek. Egyet-egyet kaptak a pilóták, egy pedig tartalék volt. Emiatt a kasztnik meglehetősen viseltesek lettek az idény során, és ez a teljesítményükre is kihatott. A tartalék kasztnit Barrichello használhatta Szingapúrban, Button viszont a teljes szezont egyetleneggyel (002-es számú) futotta le, beleértve a szabadedzéseket és az időmérőket is. A 002-es kasztni jelenleg Ross Brawn tulajdonában van, egy rövid ideig a Mercedes gyári csapatának prezentációs autója volt ezüst színűre festve, majd visszafestették a Brawn színeire, és alkalmanként különféle rendezvényeken versenyeztetik. Button szerződésében benne volt, hogy ha megnyeri a bajnokságot, megkaphatja az autót, erre annyiban került sor, hogy egy, az elektronikájától megfosztott (tehát működésképtelen) példány ki van állítva a Petersen Automotive Museumban Los Angelesben.

## A szezon
Először 2009. március 6-án került bejáratásra az autó, Silverstone-ban, Button által. Három nappal később Barcelonában rendezték az első szezon előtti tesztet, ahol az első napon a negyedik helyen zártak, majd a másodikon Barrichello 111 futott körrel a harmadik lett. A harmadik napon Button 130 mért körrel az első lett, több mint egy másodpercet adva a második Felipe Massának. Massa el is ismerte ezt követően, hogy jelenleg a Brawn autója a legjobb a mezőnyben, és hogy a Ferrari sem veheti fel velük a versenyt. Az utolsó tesztnapon Barrichello ugyancsak az élen zárt, 110 körrel, nyolc tizedet adva a második, williamses Nico Rosbergnek.
A második, jerezi teszt egy héttel később zajlott, ahol szintén nagyon jó időket futottak, egyedül a második tesztnapon találtak legyőzőre Fernando Alonso személyében.
A szezonnyitó ausztrál nagydíjon kiderült, hogy nemcsak hirtelen felvillanás volt a Brawn remek teljesítménye, ugyanis a versenyt Button megnyerte, Barrichello pedig második lett – 1954 óta nem fordult elő, hogy egy újonc csapat rögtön kettős győzelemmel nyisson. Az első nyolc futamon valamelyik versenyzőjük mindig a dobogón állt, Spanyolországban és Monacóban újabb kettős győzelmeket arattak, Button az első hét versenyből hatot megnyert. Ugyanakkor ezt követően a teljesítményük visszaesett, Button nem is nyert már több versenyt a szezonban, csak Barrichello még kettőt. Ugyan a spanyol nagydíjra fejlesztésekkel érkeztek, de idővel előbb a Red Bull, majd a McLaren is erősebb lett náluk. Mégis, ez is elég volt ahhoz, hogy Button és a csapat is világbajnokok legyenek az év végén.
Jellegzetessége volt az autónak, hogy hűvösebb időjárásban, mint ami például a brit és a német nagydíjakra volt jellemző, nem tudta rendesen felmelegíteni a gumikat. Technikai probléma miatt egyedül a török nagydíjon Barrichello, versenybaleset miatt egyedül a belga nagydíjon Button esett ki.
Közvetetten az autóhoz kapcsolódik egy sajnálatos baleset is: a magyar nagydíj időmérő edzésén Barrichello autójáról leszakadt egy rugó a felfüggesztésről, ami telibe találta a mögötte haladó Felipe Massa sisakját. Massa elvesztette az eszméletét és súlyosan megsérült, hetekig tartó kórházi ápolásban részesült.
Bemutatkozásakor az autó tiszta fehér volt, csak a csapat logója és a gumigyártó Bridgestone feliratai voltak rajta láthatóak. A sikereket követően aztán érkeztek a szponzorok: elsőként a Henri Lloyd, majd nagyobb szponzorként a Virgin Group és a MIG Bank, később pedig a Canon, a Graham-London és az Itaipava sör. A spanyol nagydíjon a "Terminátor: Megváltás" című filmet népszerűsítő festésük volt.

## Eredmények
(Táblázat értelmezése)

(Félkövér: pole-pozícióból indult; dőlt: leggyorsabb kört futott) 

| Év   | Csapat   | Motor           | Gumi | Versenyzők         | 1   | 2    | 3   | 4   | 5   | 6   | 7   | 8   | 9   | 10  | 11  | 12  | 13  | 14  | 15  | 16  | 17  | Pont | Helyezés |
| ---- | -------- | --------------- | ---- | ------------------ | --- | ---- | --- | --- | --- | --- | --- | --- | --- | --- | --- | --- | --- | --- | --- | --- | --- | ---- | -------- |
| 2009 | Brawn GP | Mercedes FO108W | B    |                    | AUS | MAL† | CHN | BHR | ESP | MON | TUR | GBR | GER | HUN | EUR | BEL | ITA | SIN | JPN | BRA | ABU | 172  | 1.       |
| 2009 | Brawn GP | Mercedes FO108W | B    | Jenson Button      | 1   | 1    | 3   | 1   | 1   | 1   | 1   | 6   | 5   | 7   | 7   | Ki  | 2   | 5   | 8   | 5   | 3   | 172  | 1.       |
| 2009 | Brawn GP | Mercedes FO108W | B    | Rubens Barrichello | 2   | 5    | 4   | 5   | 2   | 2   | Ki  | 3   | 6   | 10  | 1   | 7   | 1   | 6   | 7   | 8   | 4   | 172  | 1.       |

† – a maláj nagydíjon fél pontokat osztottak, mert a mezőny nem teljesítette a versenytáv 75 százalékát

## Más megjelenések
Az autó szerepel az F1 2018 című játékban, mint klasszikus autó.